# Cannonia
Cannonia là một chi bọ cánh cứng trong họ Chrysomelidae.
Chi này được Hincks miêu tả khoa học năm 1949.

## Các loài
Các loài trong chi này gồm:
- Cannonia meridionalis (Weise, 1901)
- Cannonia occidentalis (Weise, 1901)
- Cannonia petersi (Bertoloni, 1868)
- Cannonia sagonai (Laboissiere, 1921)